# Сасвим нови дан
Сасвим нови дан је позоришна представа коју је режирао Горан Головко уз асистенцију Исидоре Куленовић и Ане Јанковић. Премијерно је приказана 4. марта 2021. у позоришту ДАДОВ, након тридесет година неиграња представе. Премијером представе је Дадов прославио 62 године постојања.

## Радња
Представа прати одрастање генерације тинејџера у савременим условима и изазовима.

## Улоге
| Лица | Глумци             |
| ---- | ------------------ |
|      | Тијана Mићуновић   |
|      | Мина Хајдер        |
|      | Миа Јовановић      |
|      | Никола Радуловић   |
|      | Невен Џелајлија    |
|      | Анђела Радовић     |
|      | Лазар Јешић        |
|      | Нађа Прочковић     |
|      | Алекса Зарић       |
|      | Ања Ђекић          |
|      | Софија Мојсиловић  |
|      | Борис Максимовић   |
|      | Уна Недељковић     |
|      | Јована Урошевић    |
|      | Софија Марковић    |
|      | Симона Ђуровић     |
|      | Јован Ракић        |
|      | Милица Ивошевић    |
|      | Илија Синђелић     |
|      | Александра Хорват  |
|      | Наталија Савић     |
|      | Анђела Башић       |
|      | Теодора Мијаиловић |
|      | Весна Илић         |
|      | Матеја Јованвић    |
|      | Павле Кнежевић     |
|      | Страхиња Поповић   |
|      | Тара Бабић         |
|      | Маша Јотић         |